# Tathra
Tathra is een geslacht van rechtvleugeligen uit de familie krekels (Gryllidae). De wetenschappelijke naam van dit geslacht is voor het eerst geldig gepubliceerd in 1983 door Daniel Otte en Richard D. Alexander.

## Soorten
Het geslacht Tathra omvat de volgende soorten:
- Tathra lankellia Otte & Alexander, 1983
- Tathra mungarina Otte & Alexander, 1983
- Tathra purkabidni Otte & Alexander, 1983
- Tathra pyala Otte & Alexander, 1983
- Tathra tatiara Otte & Alexander, 1983
- Tathra trawalla Otte & Alexander, 1983

Deze komen voor in regenwoud in het Groot Australisch Scheidingsgebergte.